# Menesia dallieri
Menesia dallieri es una especie de escarabajo longicornio del género Menesia, categorizada en la tribu Saperdini, de la subfamilia Lamiinae. Fue descrita por Pic en 1926.

## Descripción
Mide 12 mm de longitud.

## Distribución
Se distribuye por Vietnam.